# Шаллан-Сен-Виктор
Шаллан-Сен-Виктор (фр. Challand-Saint-Victor) — коммуна в Италии, располагается в автономном регионе Валле-д’Аоста.
Население составляет 599 человек (2008 г.), плотность населения составляет 24 чел./км². Занимает площадь 25 км². Почтовый индекс — 11020. Телефонный код — 0125.
Покровителем коммуны почитается святой мученик Виктор Золотурнский (Victor de Soleure), празднование 30 сентября.

## Демография
Динамика населения:

## Администрация коммуны

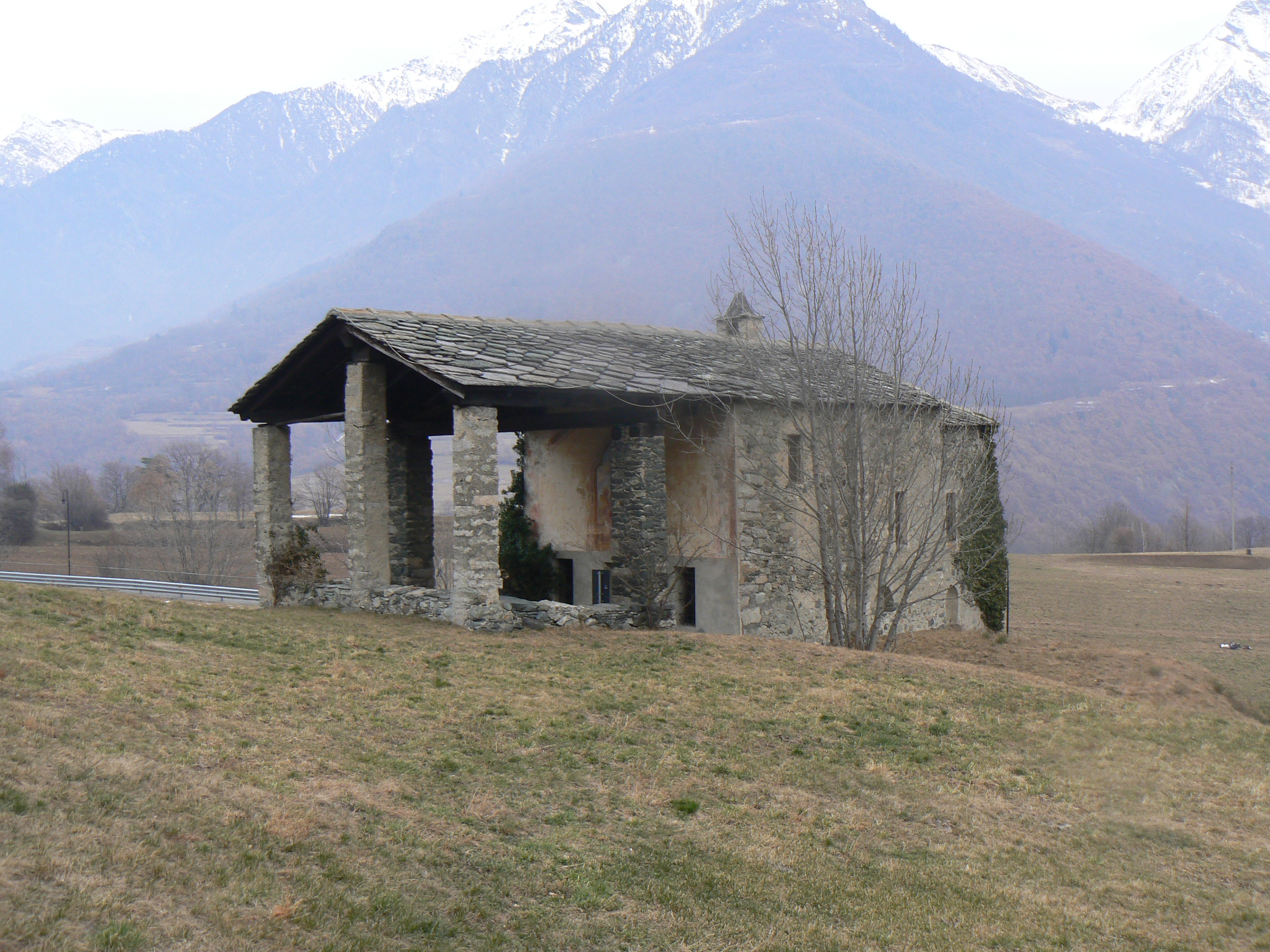
Часовня святого Преже́ (фр. Saint-Préject).
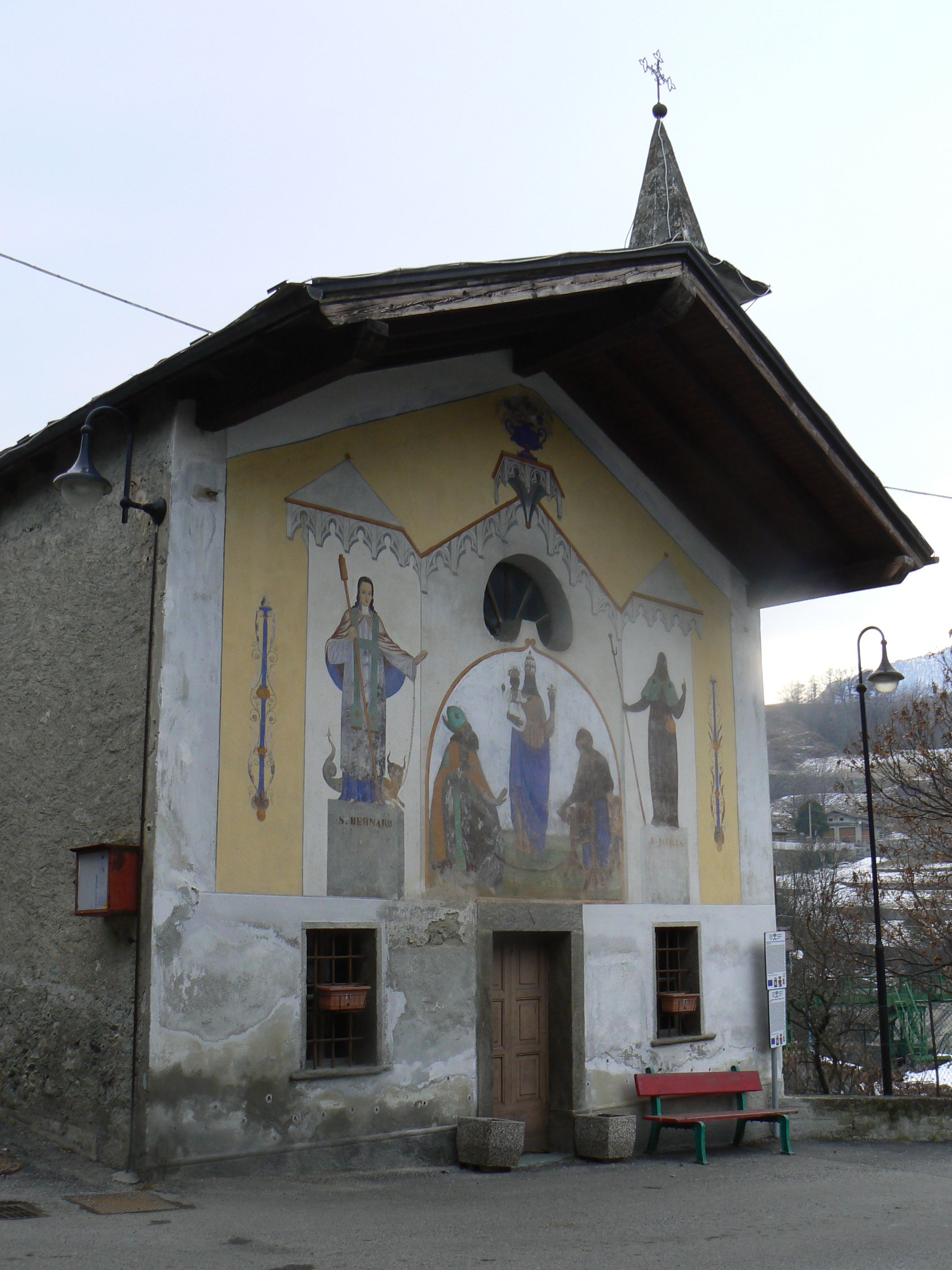
Часовня святых Иакова Старшего, апостола, Эразма и Клара (фр. Saint-Jacques, Saint-Érasme et Saint-Clair), Изолла (Isollaz). На фасаде видно изображение Пресвятой Богородицы Оропы.
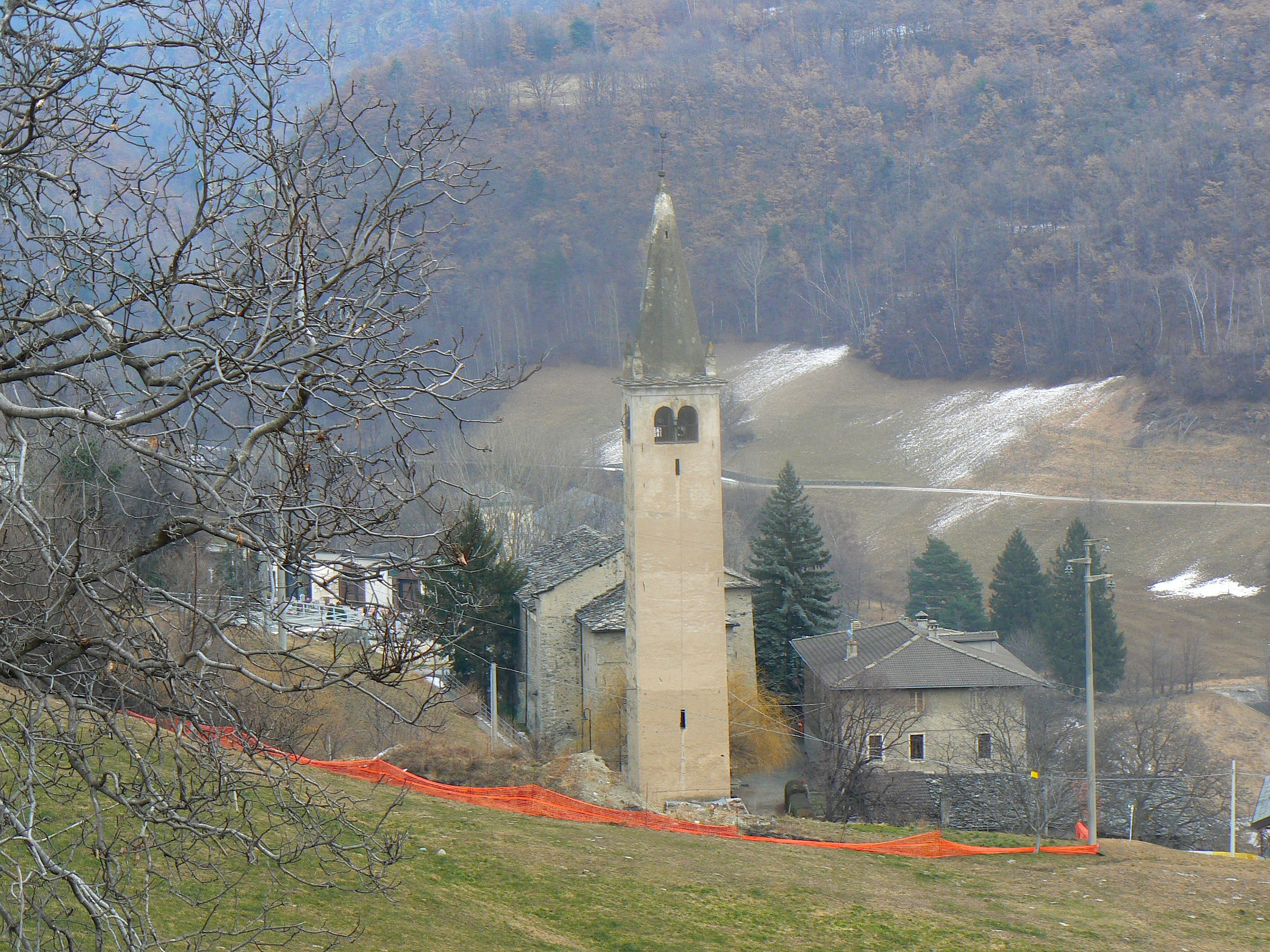
Храм, Сизан (Sizan).
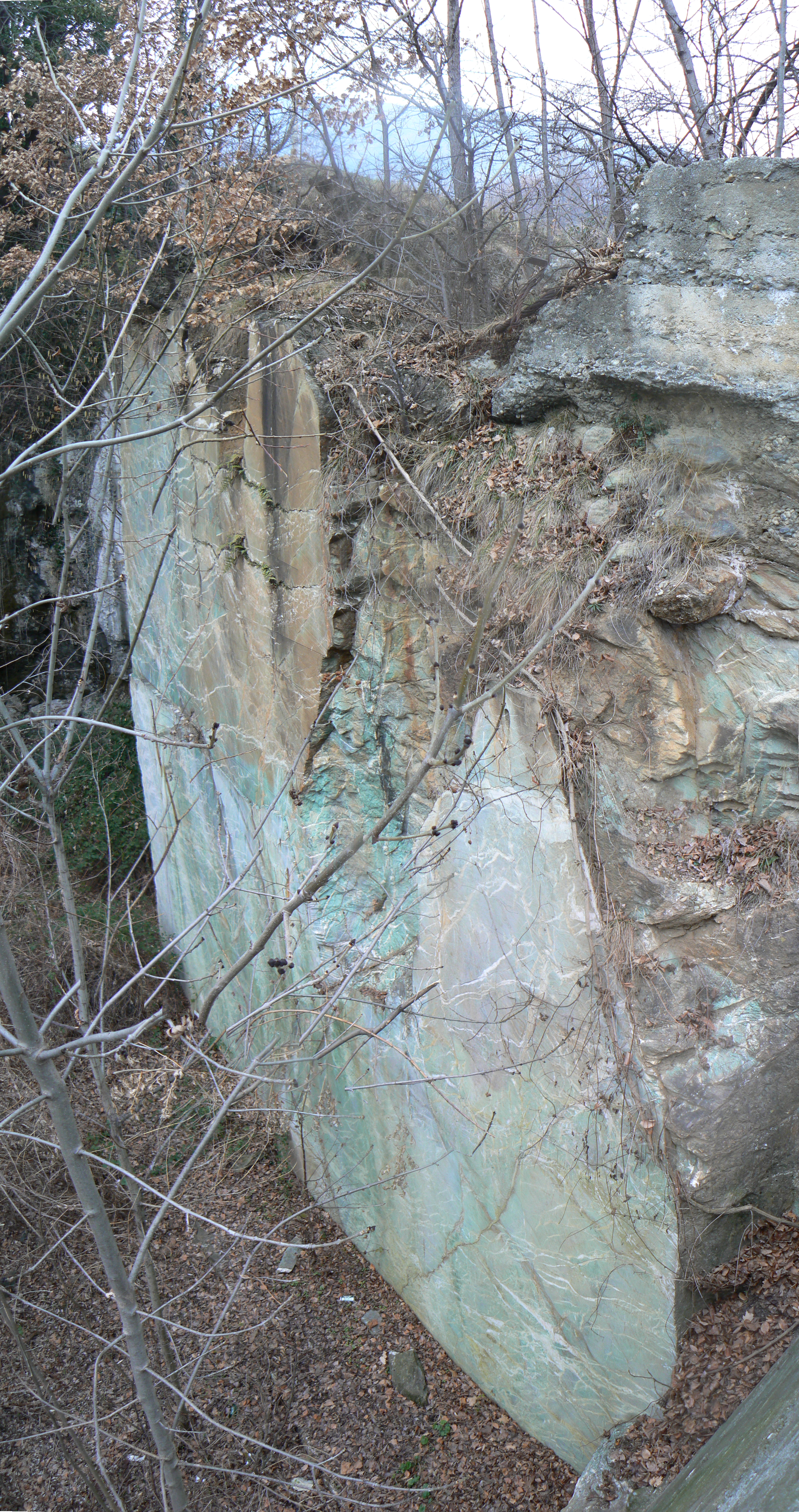
Пещера, Сизан.
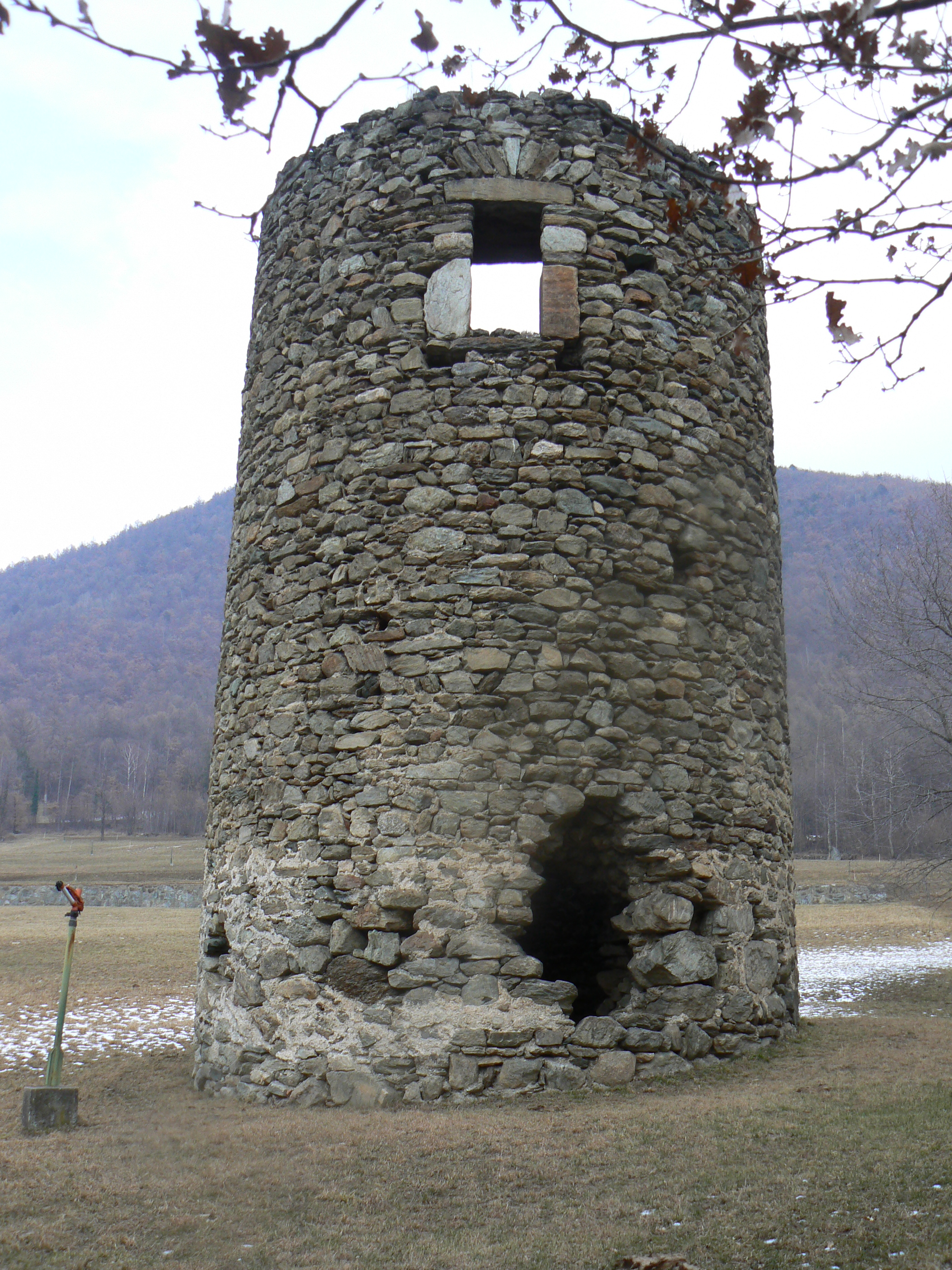
Башня Боно (Bonot).
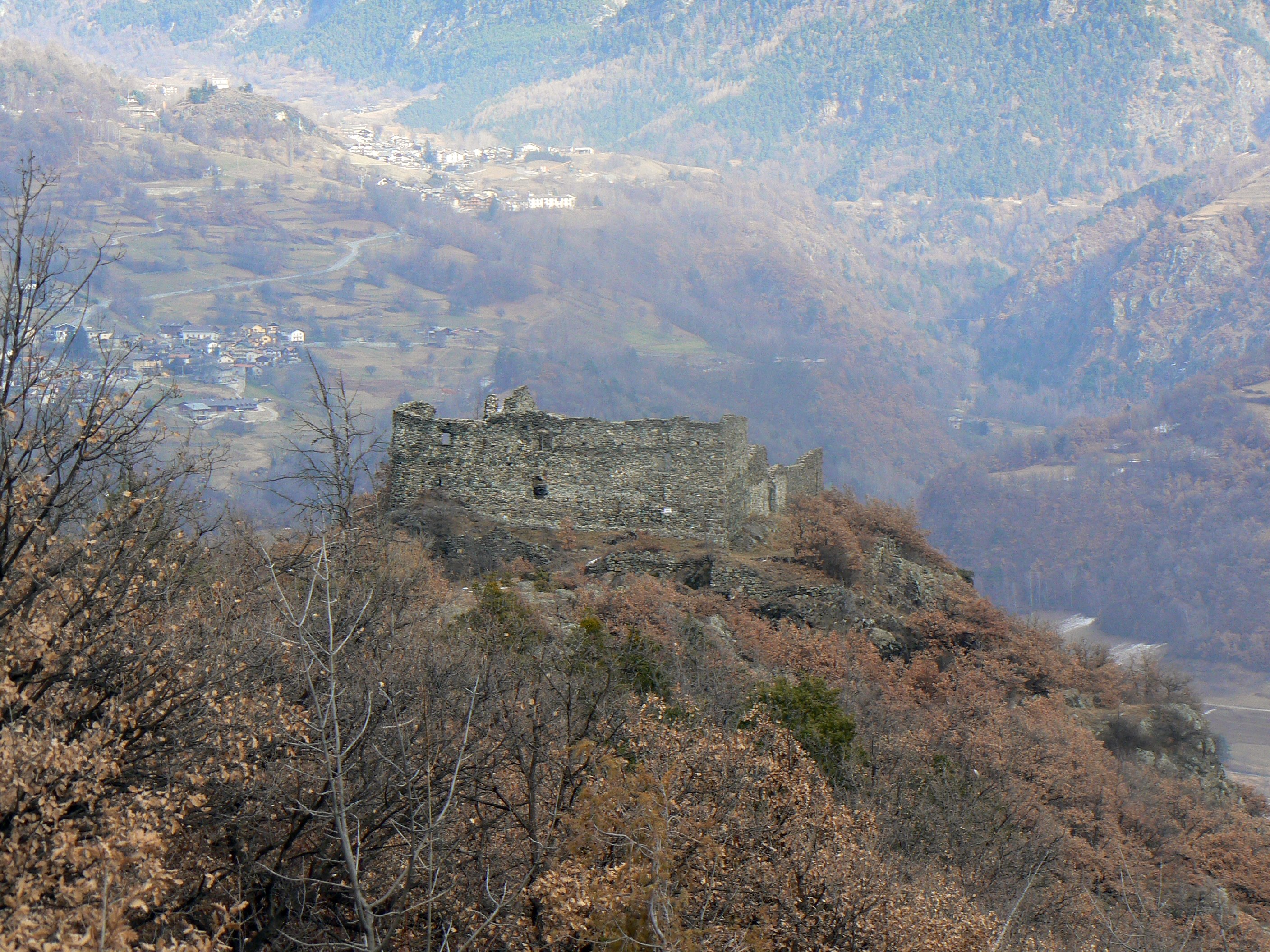
Замок Виль-Шалан (фр. Ville-Challand).
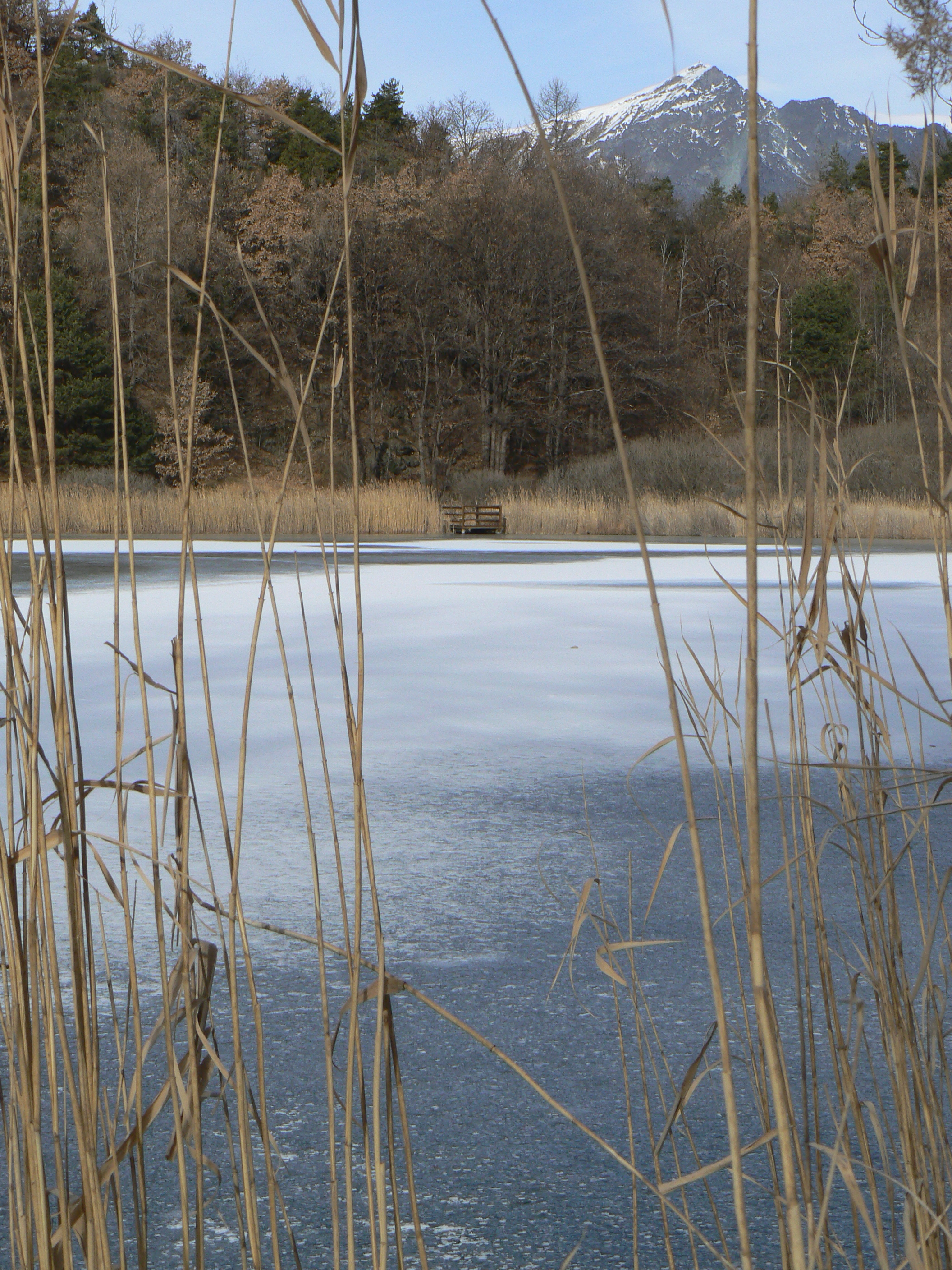
Озеро Виль (Ville) зимой.
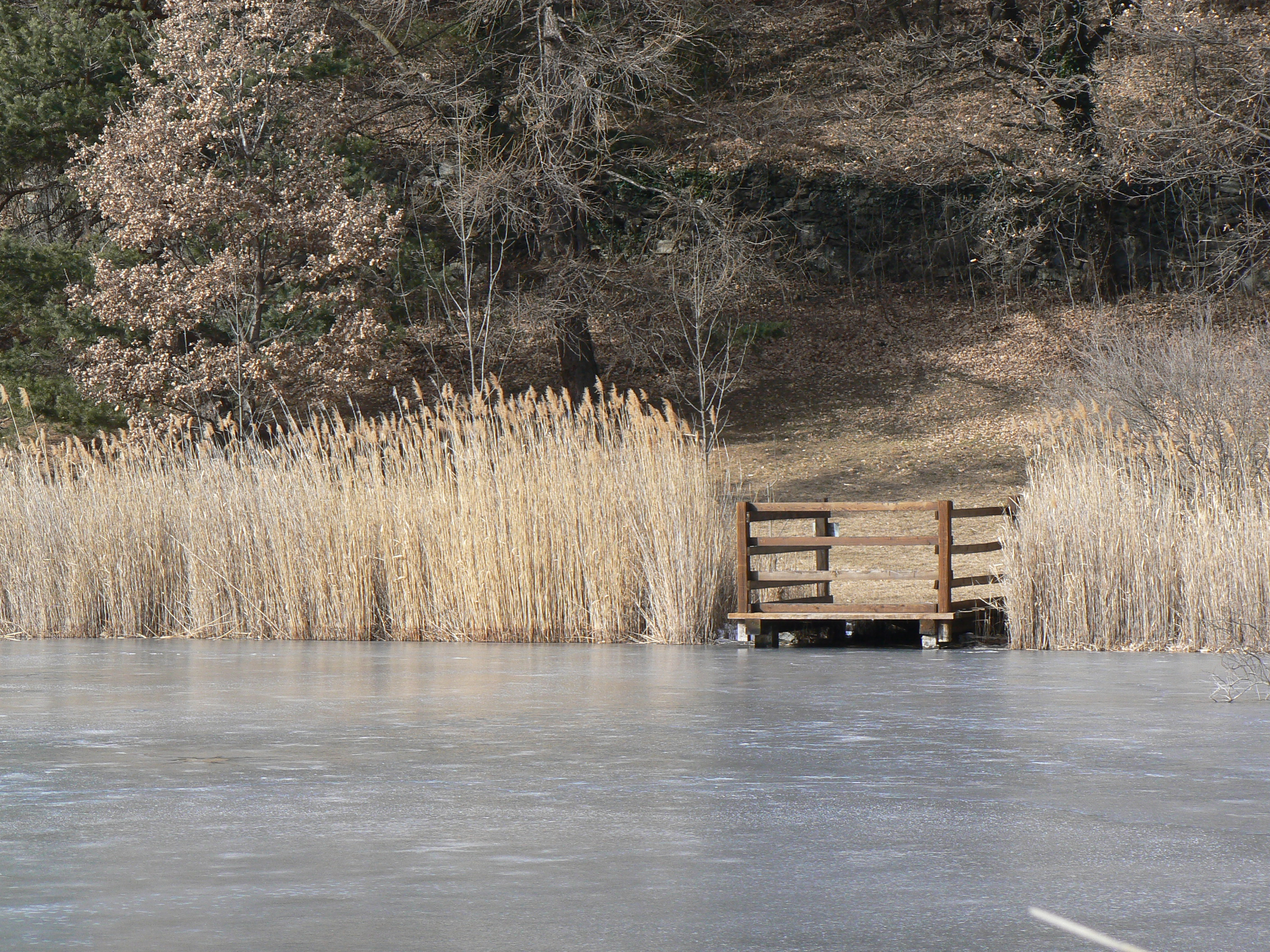
Озеро Виль (Ville) зимой.
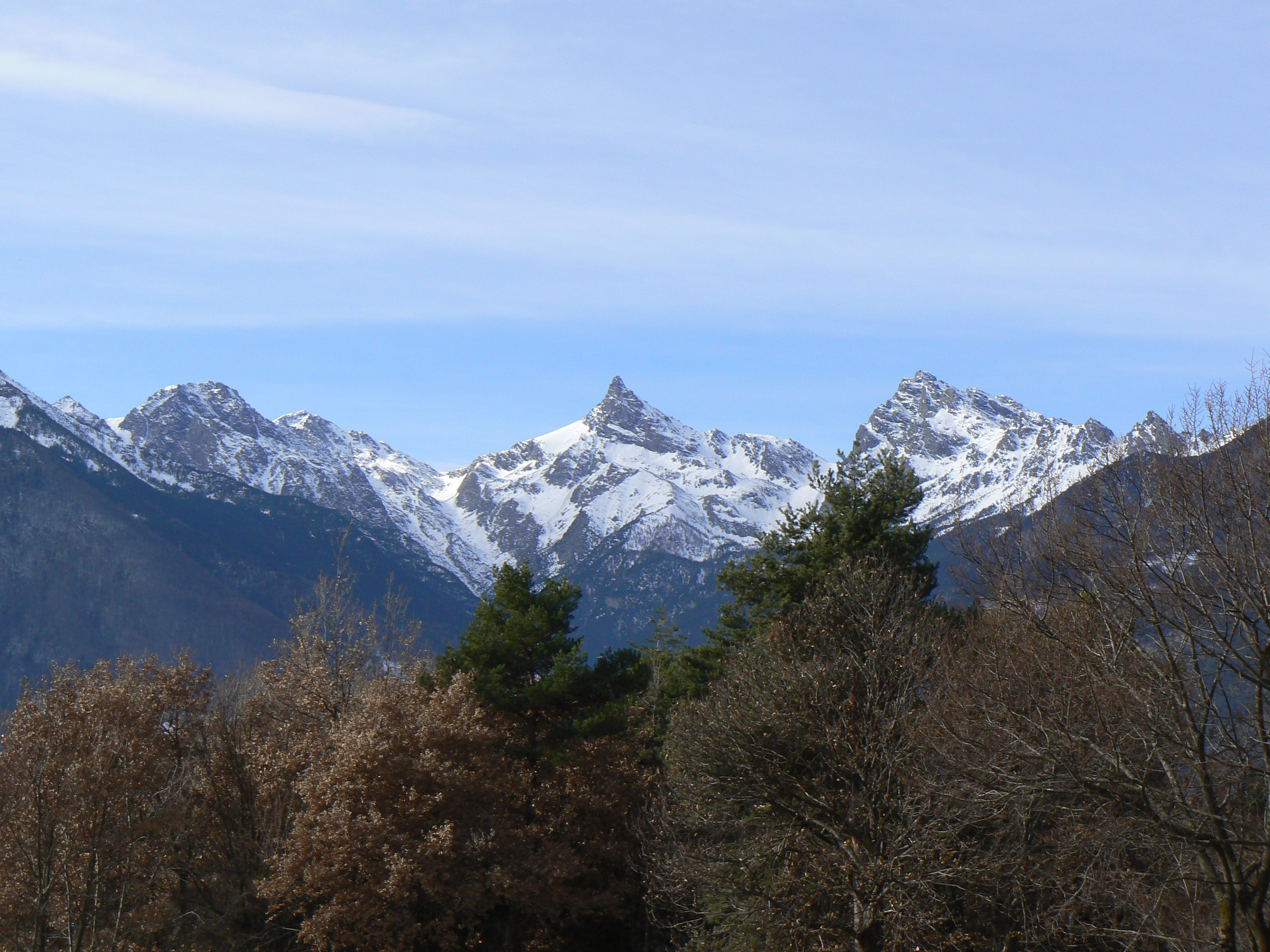
Панорама.
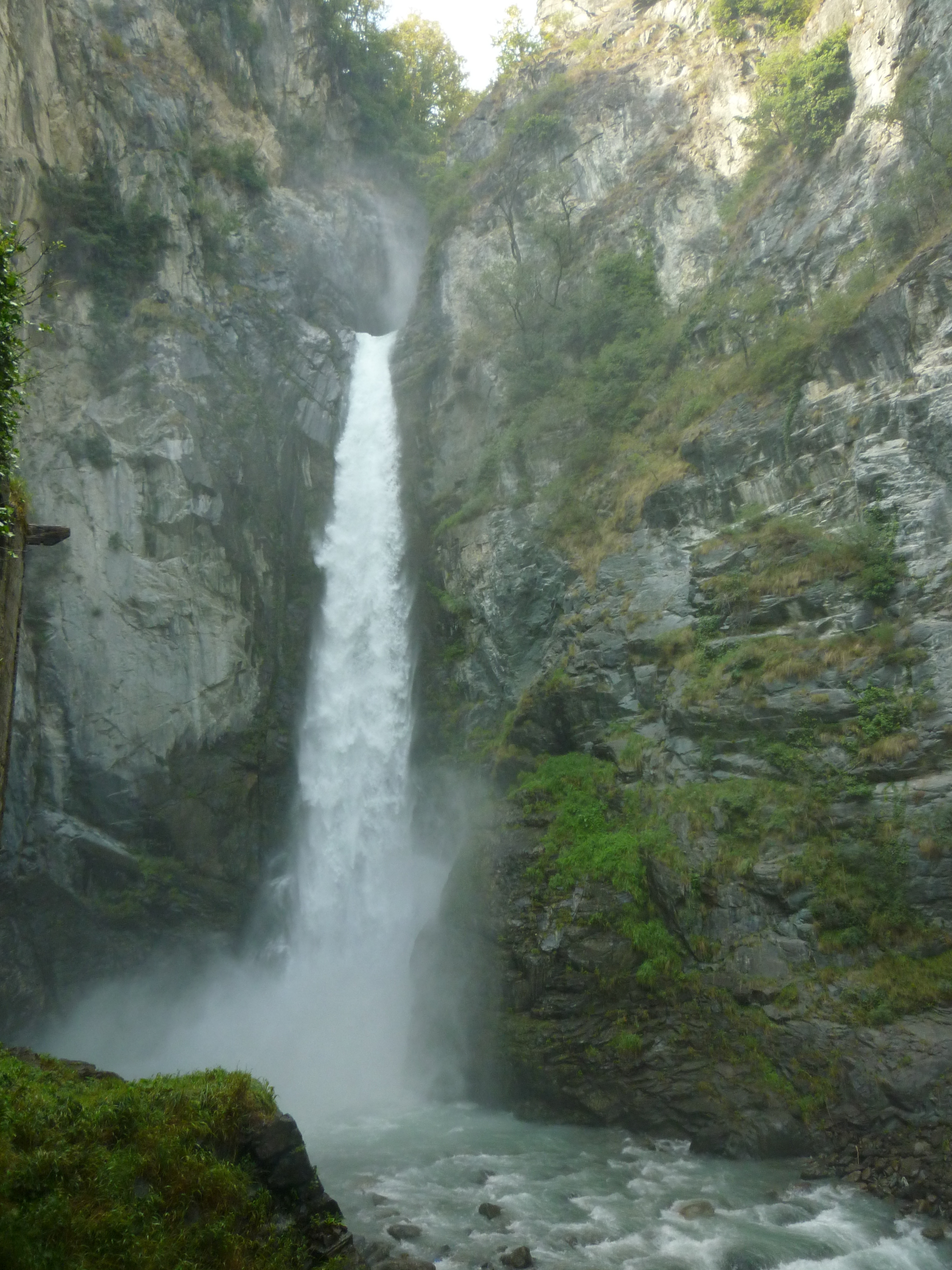
Водопад (Эвансон), Изолла (Isollaz).
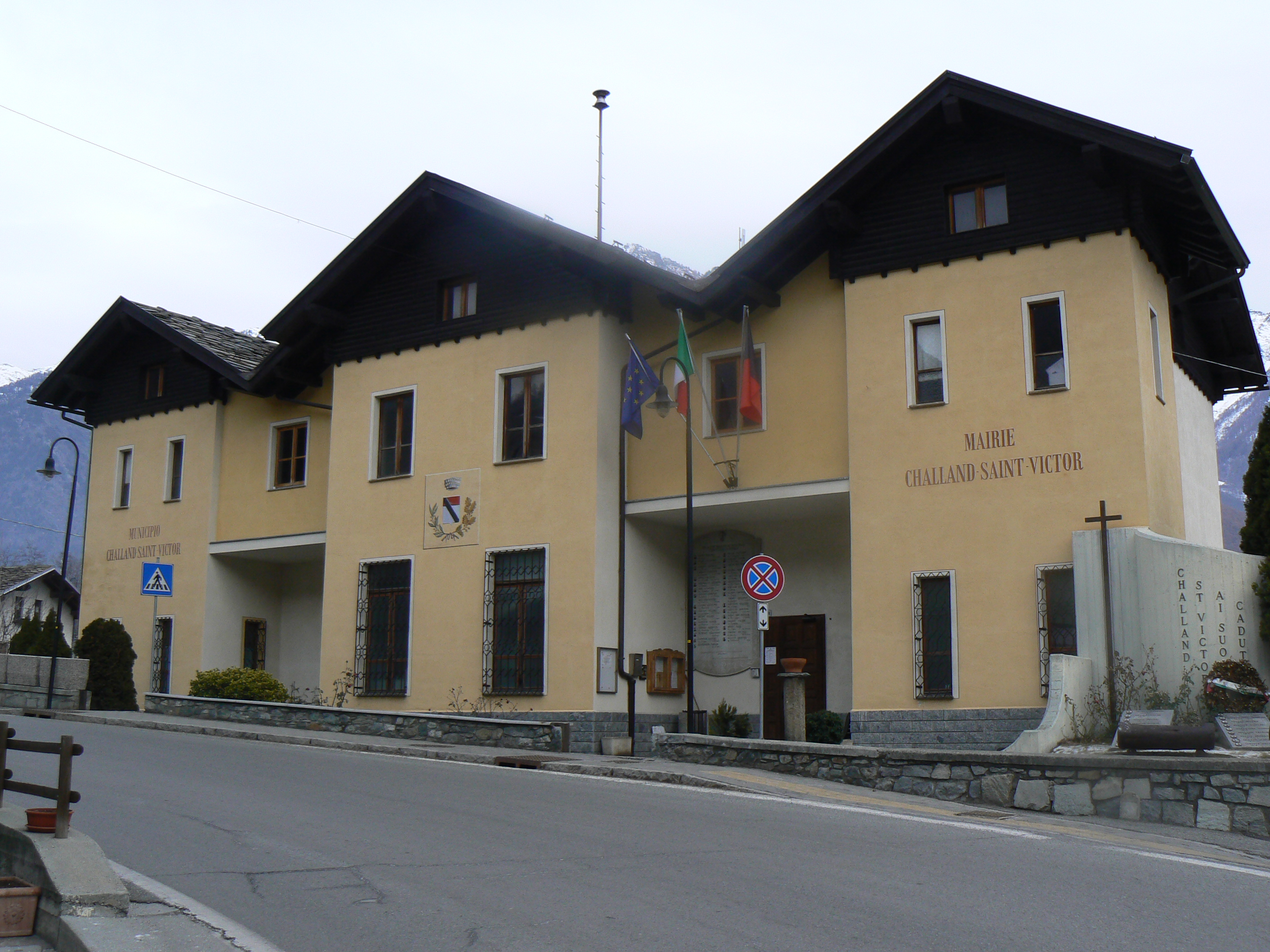
Мэрия.